# オクサナ・キセリョワ
オクサナ・キセリョワ（Oksana Kiselyova、女性、1992年5月30日 - ）は、アゼルバイジャンのバレーボール選手。ポジションはリベロ。アゼルバイジャン代表。

## 来歴
2006年、アゼルレイル・バクーに入団し、プロとしてのキャリアをスタートさせる。2011年よりアゼルバイジャン代表に初選出され、同年の欧州選手権に出場した。2014年にイタリアで開催された世界選手権で三大大会に初出場した。現在はロコモティフ・バクーに所属している。

## 球歴
- 世界選手権 - 2014年
- 欧州選手権 - 2011年、2013年、2015年

## 所属クラブ
- アゼルレイル・バクー（2006-2012年）
- アゼリョル・バクー（2012-2013年）
- アゼルレイル・バクー（2013-2014年）
- ロコモティフ・バクー（2014-）